# Tachymarptis
Tachymarptis és un gènere d'ocells de la família dels apòdids (Apodidae) que habita al Vell Món.
Conté el ballester comú (Tachymarptis melba) d'Euràsia i Àfrica i el Ballester marbrenc (Tachymarptis aequatorialis) d'Àfrica. Ambdós són apòdids grans amb ales relativament amples, un cap gran, una cua bifurcada de llargada mitjana i de color blanc a la part inferior.
Una de les espècies, el ballester, cria als Països Catalans. Aquestes aus són semblants a les del gènere Apus, on havien estat classificades, si bé són més grans.

## Llistat d'espècies
Segons la classificació del Congrés Ornitològic Internacional (versió 2.5, 2010) aquest gènere està format per dues espècies:
- ballester comú (Tachymarptis melba).[4]
- ballester marbrenc (Tachymarptis aequatorialis).[5]